# Eranthemum pulchellum
Eranthemum pulchellum är en akantusväxtart som beskrevs av Gábor Gabriel Andreánszky. Eranthemum pulchellum ingår i släktet Eranthemum och familjen akantusväxter. Inga underarter finns listade i Catalogue of Life.

## Bildgalleri

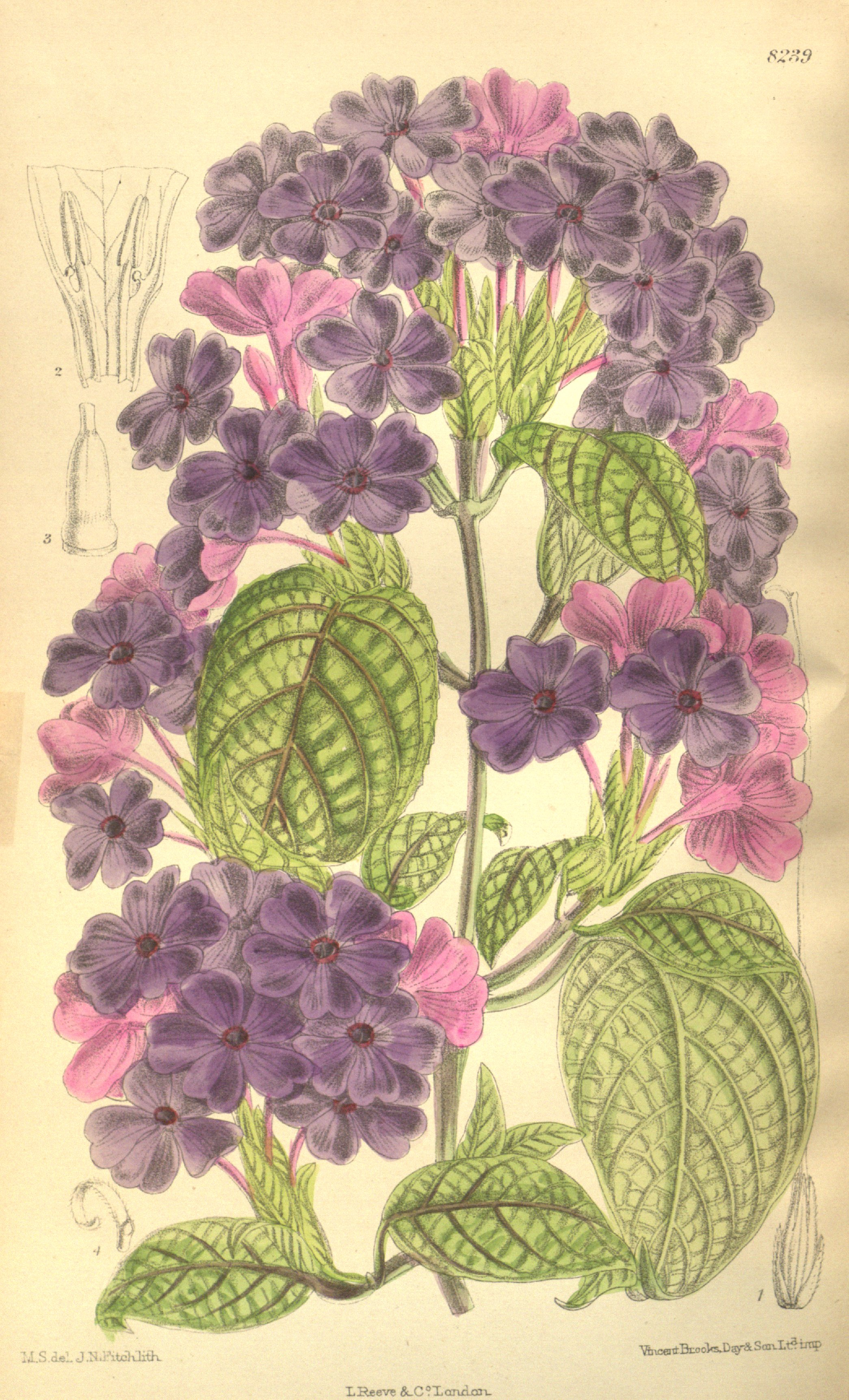
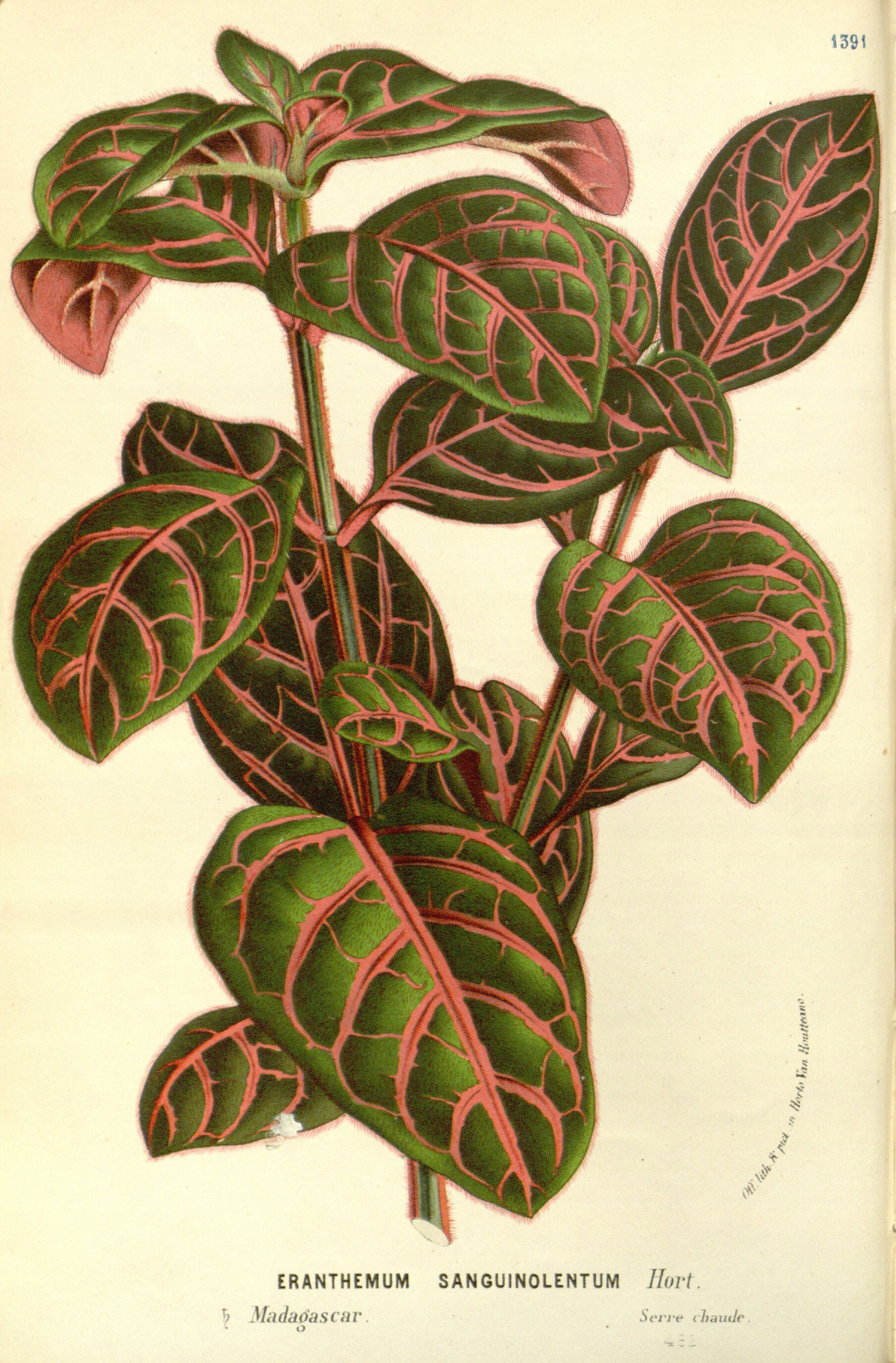
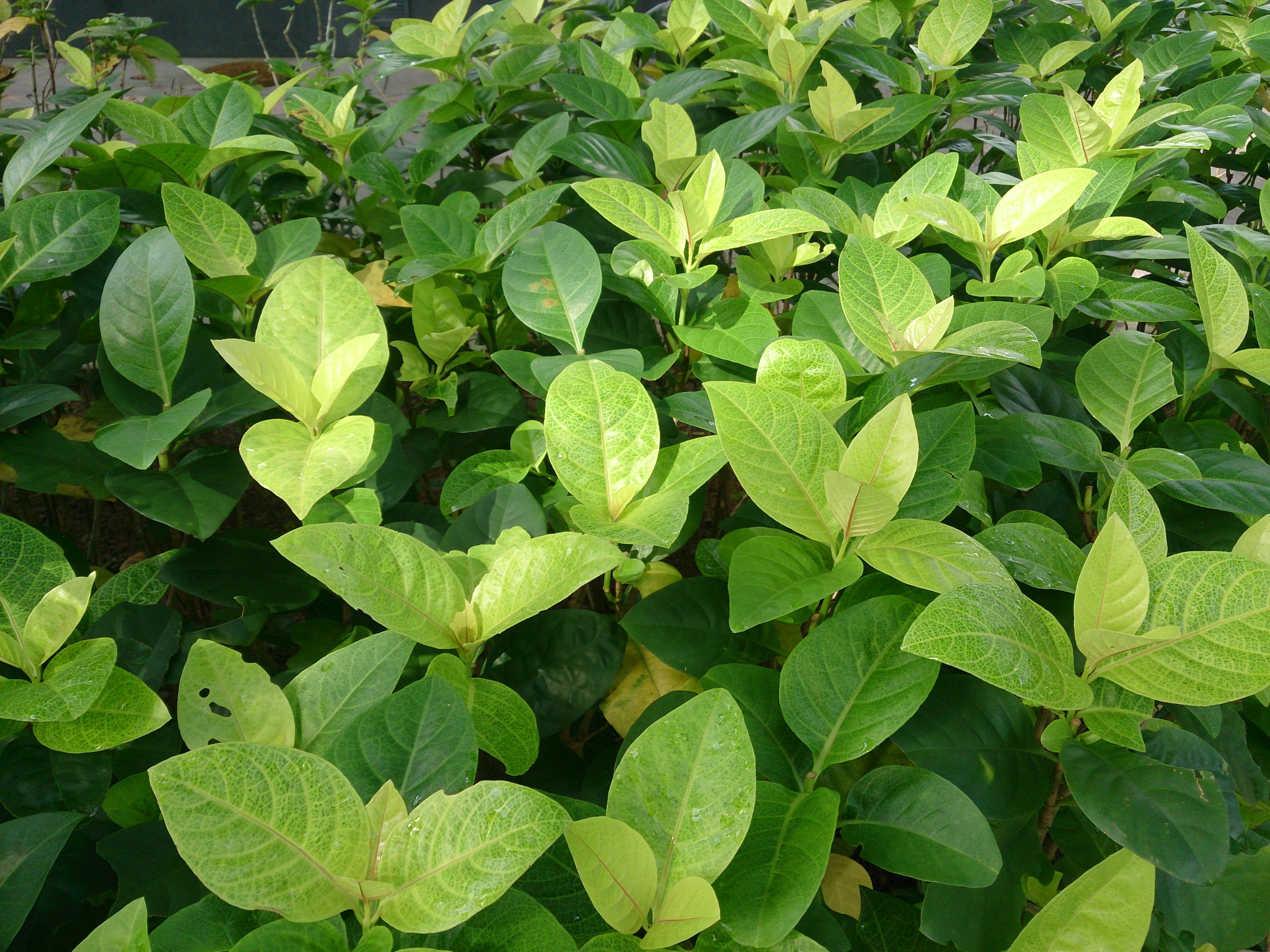